# 10506 Rydberg
10506 Rydberg este un asteroid din centura principală de asteroizi.

## Descriere
10506 Rydberg este un asteroid din centura principală de asteroizi. A fost descoperit pe 13 februarie 1988 la Observatorul La Silla de Eric Walter Elst. Asteroidul prezintă o orbită caracterizată de o semiaxă mare de 2,99 ua, o excentricitate de 0,05 și o înclinație de 6,9° în raport cu ecliptica.